# Cryptocelis compacta
Cryptocelis compacta är en plattmaskart. Cryptocelis compacta ingår i släktet Cryptocelis och familjen Cryptocelidae. Inga underarter finns listade i Catalogue of Life.